# سيان غوردون
سيان غوردون (بالإنجليزية: Sian Gordon) هي لاعبة بولينغ بريطانية، ولدت في 14 يناير 1988 في كانتربيري في المملكة المتحدة.

## روابط خارجية
- سيان غوردون على موقع اتحاد ألعاب الكومنولث (مؤرشف) (الإنجليزية)